# Lucas Black
Lucas York Black (Decatur, 1982. november 29. –) amerikai színész.

## Gyermekkora és tanulmányai
Az alabamai Decaturban született Jan Gillespie irodai dolgozó és Larry Black múzeumi alkalmazott gyermekeként. Két idősebb testvérével együtt déli baptista szellemben nevelkedett. Az alabamai Speake-ben nőtt fel, a Speake Bobcats csapatában futballozott, és 2001 májusában végezte el a középiskolát.

## Magánélete
2010-ben vette feleségül Maggie O'Brien ügyvédet. Három gyermekük van.
Miután kilépett az NCIS: New Orleans sorozatból, horgászvideókat kezdett feltölteni a YouTube-ra.

## Filmográfia

### Film
| Év   | Magyar cím                           | Eredeti cím                           | Szerep                       | Magyar hang     |
| ---- | ------------------------------------ | ------------------------------------- | ---------------------------- | --------------- |
| 1994 | Háború                               | War                                   | Ebb                          |                 |
| 1996 | Kísért a múlt                        | Ghosts of Mississippi                 | Burt DeLaughter              |                 |
| 1996 | Pengeélen                            | Sling Blade                           | Frank Wheatley               | Borbíró András  |
| 1998 | X-akták – Szállj harcba a jövő ellen | The X-Files                           | Stevie                       | Bíró Attila     |
| 1999 | Tűzforró Alabama                     | Crazy in Alabama                      | Peter Joseph „Peejoe” Bullis | Szvetlov Balázs |
| 1999 |                                      | Our Friend, Martin                    | Randy                        |                 |
| 2000 | Vad lovak                            | All the Pretty Horses                 | Jimmy Blevins                | Halasi Dániel   |
| 2000 | A kismadár                           | The Miracle Worker                    | James Keller                 | Simonyi Balázs  |
| 2003 | Hideghegy                            | Cold Mountain                         | Oakley                       | Zámbori Soma    |
| 2004 | Péntek esti fények                   | Friday Night Lights                   | Mike Winchell                | Dolmány Attila  |
| 2004 |                                      | Killer Diller                         | Vernon Jackson               |                 |
| 2005 | Bőrnyakúak                           | Jarhead                               | Kruger                       | Nagy Ervin      |
| 2005 | Bőrnyakúak                           | Jarhead                               | Kruger                       | Crespo Rodrigo  |
| 2005 | Sötét vizeken                        | Deepwater                             | Nat Banyon                   | Dányi Krisztián |
| 2006 | A rock háza                          | Killer Diller                         | Vernon                       |                 |
| 2006 | Halálos iramban: Tokiói hajsza       | The Fast and the Furious: Tokyo Drift | Sean Boswell                 | Széles Tamás    |
| 2009 | A temetésem szervezem                | Get Low                               | Buddy Robinson               | Széles Tamás    |
| 2010 | Légió                                | Legion                                | Jeep Hanson                  | Dévai Balázs    |
| 2011 |                                      | Seven Days in Utopia                  | Luke Chisholm                |                 |
| 2012 | Ígéret földje                        | Promised Land                         | Paul Geary                   | Dolmány Attila  |
| 2013 | A 42-es                              | 42                                    | Pee Wee Reese                | Polgár Péter    |
| 2015 | Halálos iramban 7.                   | Fast & Furious 7                      | Sean Boswell                 | Géczi Zoltán    |
| 2021 | Halálos iramban 9.                   | F9                                    | Sean Boswell                 | Géczi Zoltán    |

### Televízió
| Év        | Magyar cím          | Eredeti cím        | Szerep                                        | Megjegyzések |
| --------- | ------------------- | ------------------ | --------------------------------------------- | ------------ |
| 1995–1996 |                     | American Gothic    | Caleb Temple                                  | 22 epizód    |
| 1997      | Villám              | Flash              | Connor                                        | tévéfilm     |
| 1997      | Chicago Hope Kórház | Chicago Hope       | Noah Fielding                                 | 1 epizód     |
| 2014–2016 | NCIS                | NCIS               | Christopher „Chris” LaSalle különleges ügynök | 4 epizód     |
| 2014–2019 | NCIS: New Orleans   | NCIS: New Orleans  | - 125 epizód - magyar hangja: - Varga Gábor   |              |
| 2016      |                     | Crockhill Mountain | Caleb McLaughlin                              | tévéfilm     |

## Fordítás
- Ez a szócikk részben vagy egészben  a   Lucas Black című angol Wikipédia-szócikk fordításán alapul.  Az eredeti cikk szerkesztőit annak laptörténete sorolja fel. Ez a jelzés csupán a megfogalmazás eredetét és a szerzői jogokat jelzi, nem szolgál a cikkben szereplő információk forrásmegjelöléseként.